# جت لي
لي ليانجي (مواليد 26 أبريل عام 1963) والمعروف باسم جت لي، وهو ممثل ومنتج صيني، ولاعب فنون قتالية، وبطل في الووشو، ولد في الصين. وهو مواطن متجنس في سنغافورة.
بعد 3 سنوات من التدريب المكثف مع وو بن، فاز لي ببطولته الدولية الأولى لصالح فريق الصين للووشو. بعد الاعتزال من الووشو في عمر التاسع عشر، ذهب إلى الصين ليحصل على هتاف عظيم كممثل يعمل عمله الأول في فيلم معبد الشاولين(1982). وبعدها ذهب ليكون نجما في العديد من الأفلام القتالية البطولية التي لاقت إعجاب النقاد، وأشهرها سلسلة (سلسلة) والتي مثل فيها دور البطل الشعبي ونغ في هانغ.
كان أول دور له في هوليوود هو شرير في فيلم «سلاح مهلك 4 (1998)»، ولكن أول بطولة له كانت في فيلم «روميو يجب أن يموت (2000)». وانطلق ليكون نجما في العديد من أفلام الأكشن في هوليوود مثل «قبلة التنين(2001)» و«العنان (2005)». وقد شارك في بطولة فيلم «المملكة المحرمة (2008)» مع جاكي شان، وشارك البطولة في «القابلون للاستهلاك (2010)» مع سلفستر ستالون. كما ملك شخصية شريرة في فيلم «المومياء : قبر إمبراطور التنين (2008)» في مواجهة بريندان فريزر. وكما ظهر في الفيلم من هونغ كونغ «محيط جنة(2010)».وهو يعتبر من احسن الممثلين في العالم

## النشأة ومشواره في فنون القتال
ولد جت لي في بجين عاصمة الصين، كأصغر فرد في العائلة وكان يكبره بنتان وولدان. مات والده وهو يملك سنتين من العمر، وقد ترك تلك العائلة لتواجه رياح الحياة المؤذية.
لقد كان في الثامنة من عمره عندما لوحظت موهبته، وقد لوحظت في برنامج للتدريب الصيفي في مدرسته، وبدأ التدريب هناك. اشترك لي في وقائع الووشو غير السجالية (القتال السجالي أي القتال الذي لا يملك حسيبا أو رقيبا). بدأ ممارسة الووشو في فريق بجين للووشو وهي مجموعة رياضية منظمة لأداء أشكال الفنون القتالية أثناء ألعاب الصين القومية. لقد درب من قبل مدربين معروفين في الووشو هما لي جنفينج ووو بن، وقد قام بن بجهود إضافية لمساعدة الفتى الموهوب على التقدم. فقد قام بشراء اللحم لعائلة جت لي لأنهم لم يستطيعوا دفع تكاليف شراء اللحم، والذي يعد أساسيا للحالة الفييزيائية المثالية للاعب. كعضو من الفريق، تلقى جت لي تدريبا على الووشو وذهب إلى البطولات ليفوز بـ15 ميدالية ذهبية وميدالية فضية واحدة في بطولات الصين للووشو، تلك الأماكن التي استهانت بعمره، فقد نافس البالغين في العمر.
| جت لي | فوزي في المقام الأول سبب شعورا عميقا، لأني كنت بالغ الصغر. كنت أملك اثنتا عشرة سنة من العمر، وصاحبا الميداليتان الأخريان كانا في أواسط وأواخر العشرينات. خلال مراسم توزيع الجوائز، وقفت على منصة تسليم الجائزة الأولى ومع ذلك أقصر من الثاني والثالث. كان واجبا أن تكون تلك نظرة بعيدة. " | جت لي |

.
وفقا للي، ذات مرة حين كان طفلا وذهب فريق الصين الوطني ليؤدوا عرضا أمام الرئيس الأمريكي ريتشارد نيكسون في الولايات المتحدة الأمريكية، سئل من قبل نيكسون شخصيا ليكون حارسه الشخصي ولكن لي قال: «أنا لا أريد حماية أي فرد، إنما عندما أكبر، سوف أحمي أبناء الصين المليار جميعهم».
جت لي هو معلم في العديد من أنواع الووشو، خصوصا التشانج كوان (أسلوب القبضة الطويلة الشمالي)، وفانزي كوان (أسلوب اليد البهلوانية). وقد درس أيضا فنونا أخرى مثل: باغوازانغ (الباكوا الثمانية للكف)، وتايجي كوان (أسمى ضربة قاضية)، وكسينجي كوان (تشكيل قيضة مركزة)، وزوي كوان (ضربة السكير)، وينج زهاو كوان (قبضة مخلب النسر)، وتانج لانج كوان (قبضة فرس النبي). ولم يتعلم النان كوان (القبضة الجنوبية)؛ لأن تدريبه تركز على أساليب الشاولين الشمالية. وقد تعلم أيضا استخدام العديد من أسلحة الووشو الرئيسية، مثل السنجيونغ (العصا ذات الثلاثة أقسام) والمسدس، والداو (السيف العريض)، والجيان (السيف المستقيم) والكثير أيضا.
إن براعته الموثوق فيها هي التي أوصلته إلى الشهرة المحلية والدولية.

## روابط خارجية
- جت لي على موقع IMDb (الإنجليزية)
- جت لي على موقع ميتاكريتيك (الإنجليزية)
- جت لي على موقع الموسوعة البريطانية (الإنجليزية)
- جت لي على موقع روتن توميتوز (الإنجليزية)
- جت لي على موقع مونزينجر (الألمانية)
- جت لي على موقع قاعدة بيانات الأفلام العربية
- جت لي على موقع ألو سيني (الفرنسية)
- جت لي على موقع ميوزك برينز (الإنجليزية)
- جت لي على موقع تيرنر كلاسيك موفيز (الإنجليزية)
- جت لي على موقع أول موفي (الإنجليزية)